# Siegfried Prütz

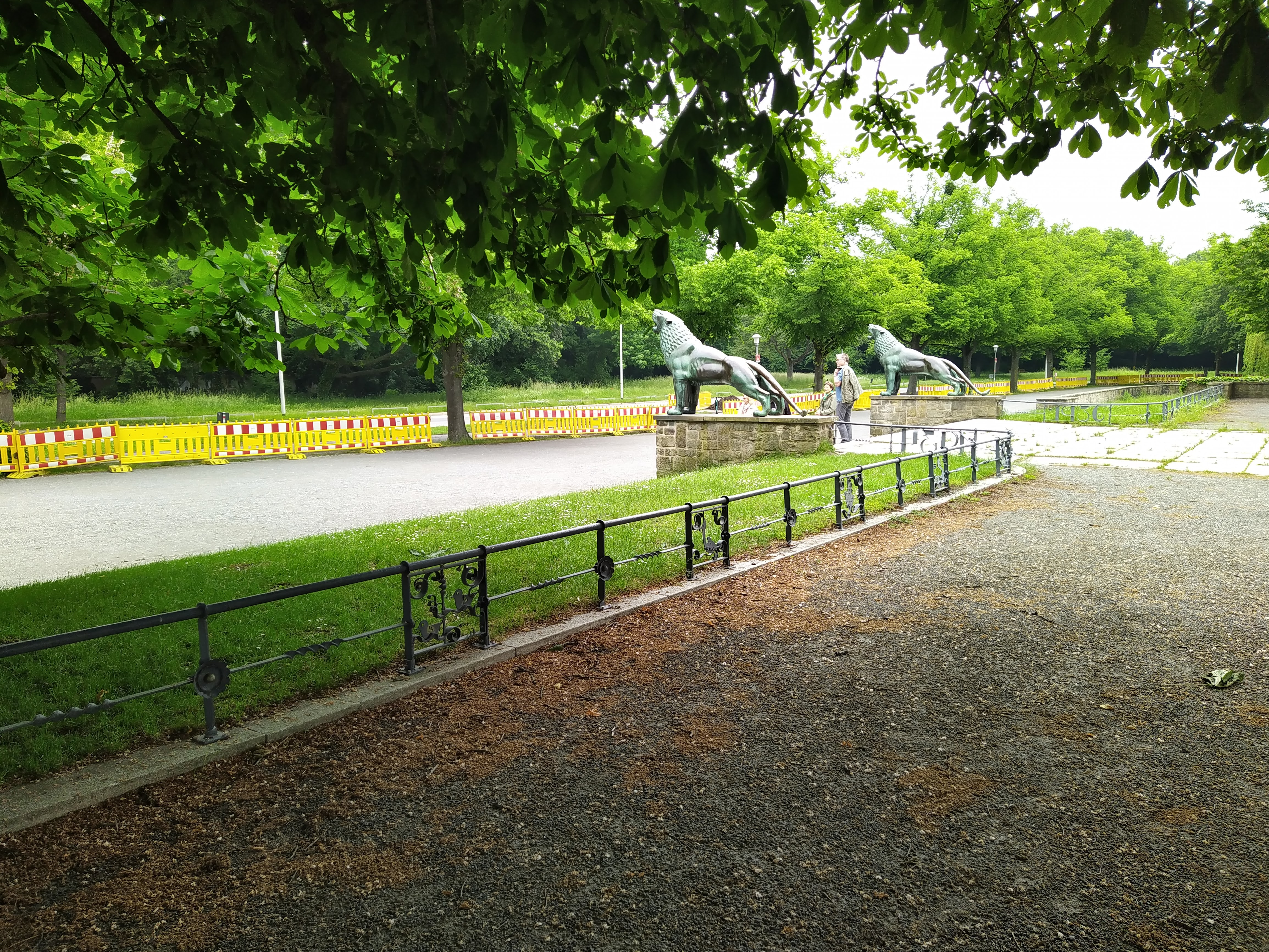
Geländer an der Löwenbastion in Hannover

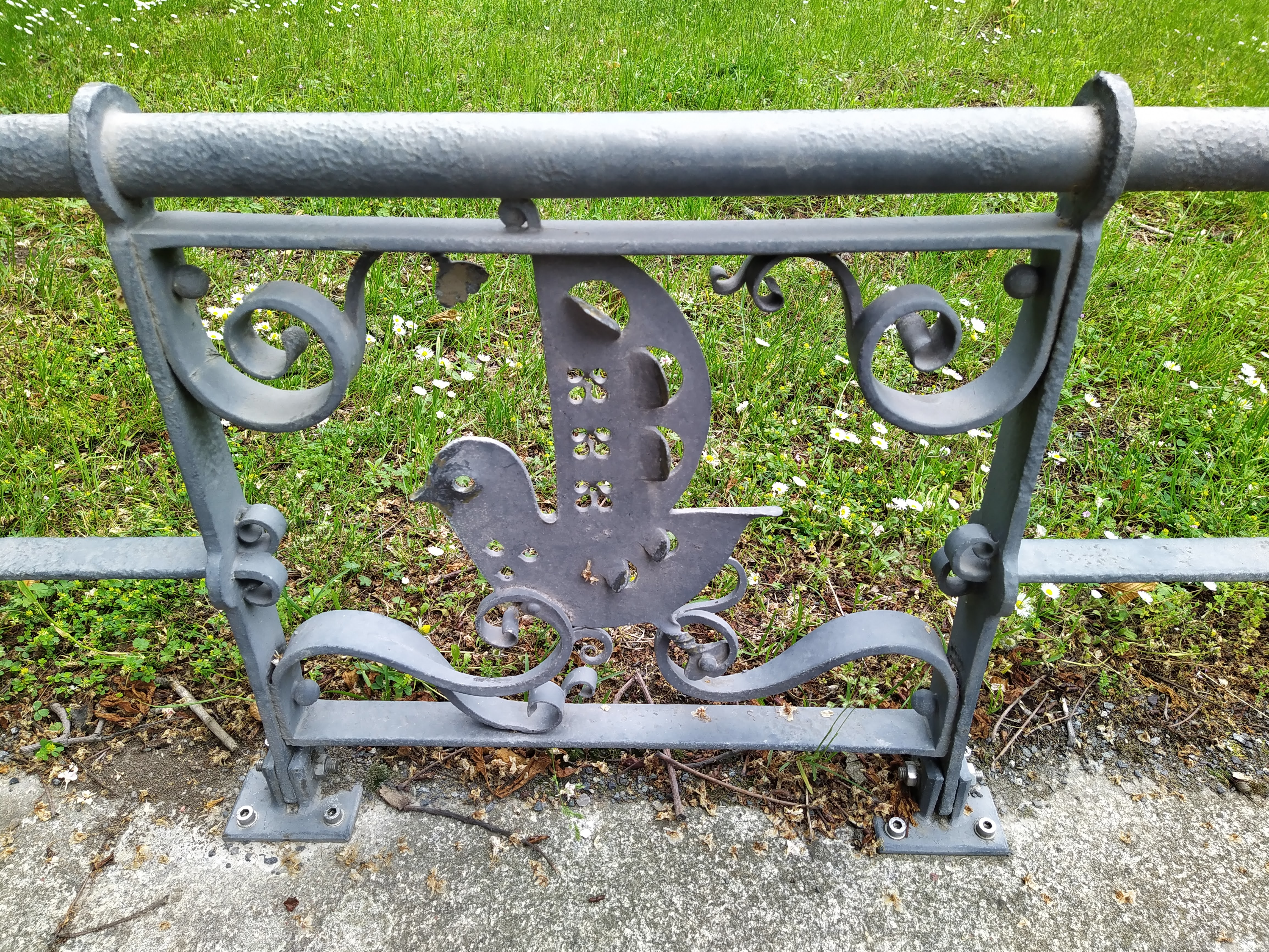
Geländer an der Löwenbastion in Hannover, Detail

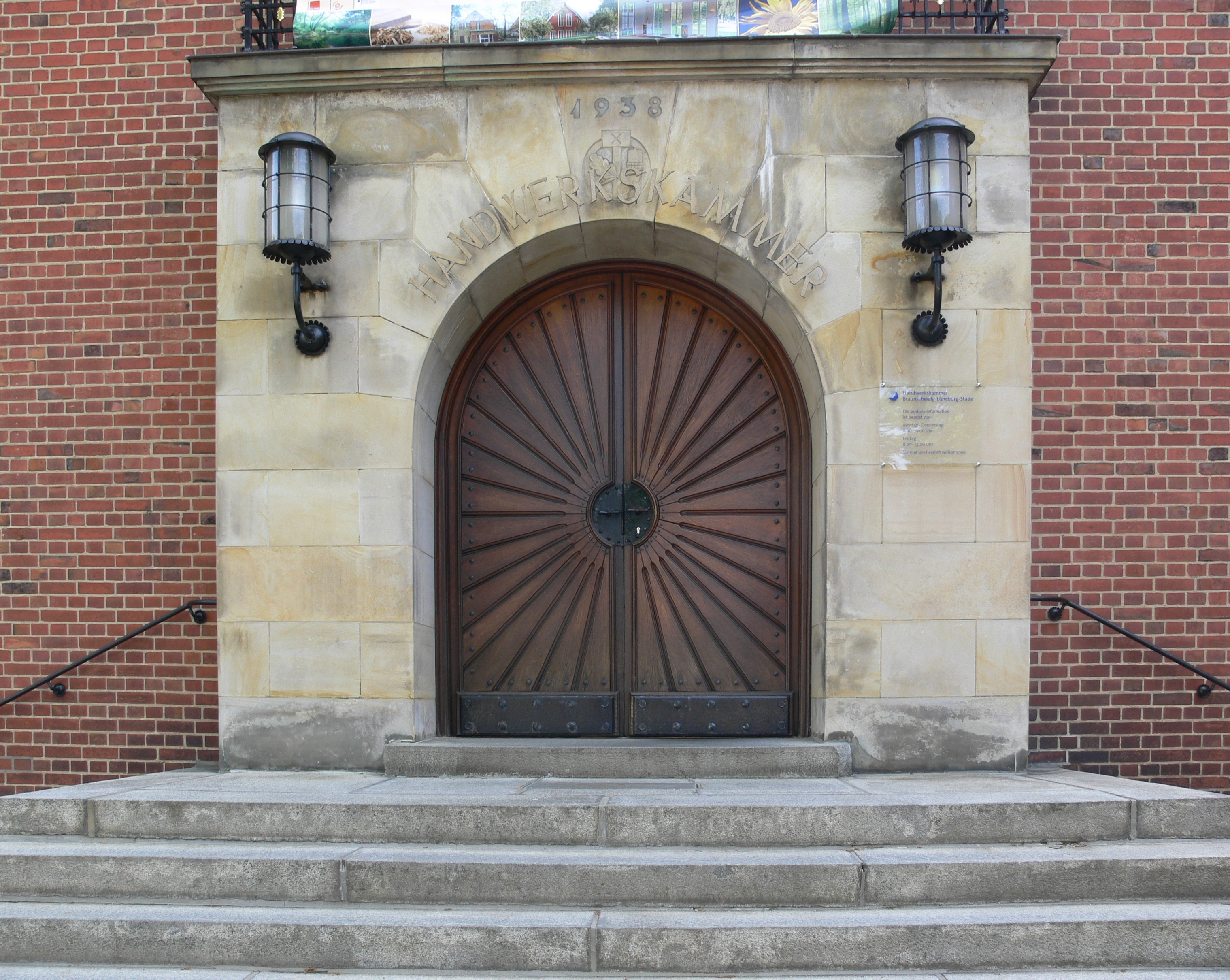
Leuchten am Eingang der Handwerkskammer in Lüneburg (1932)

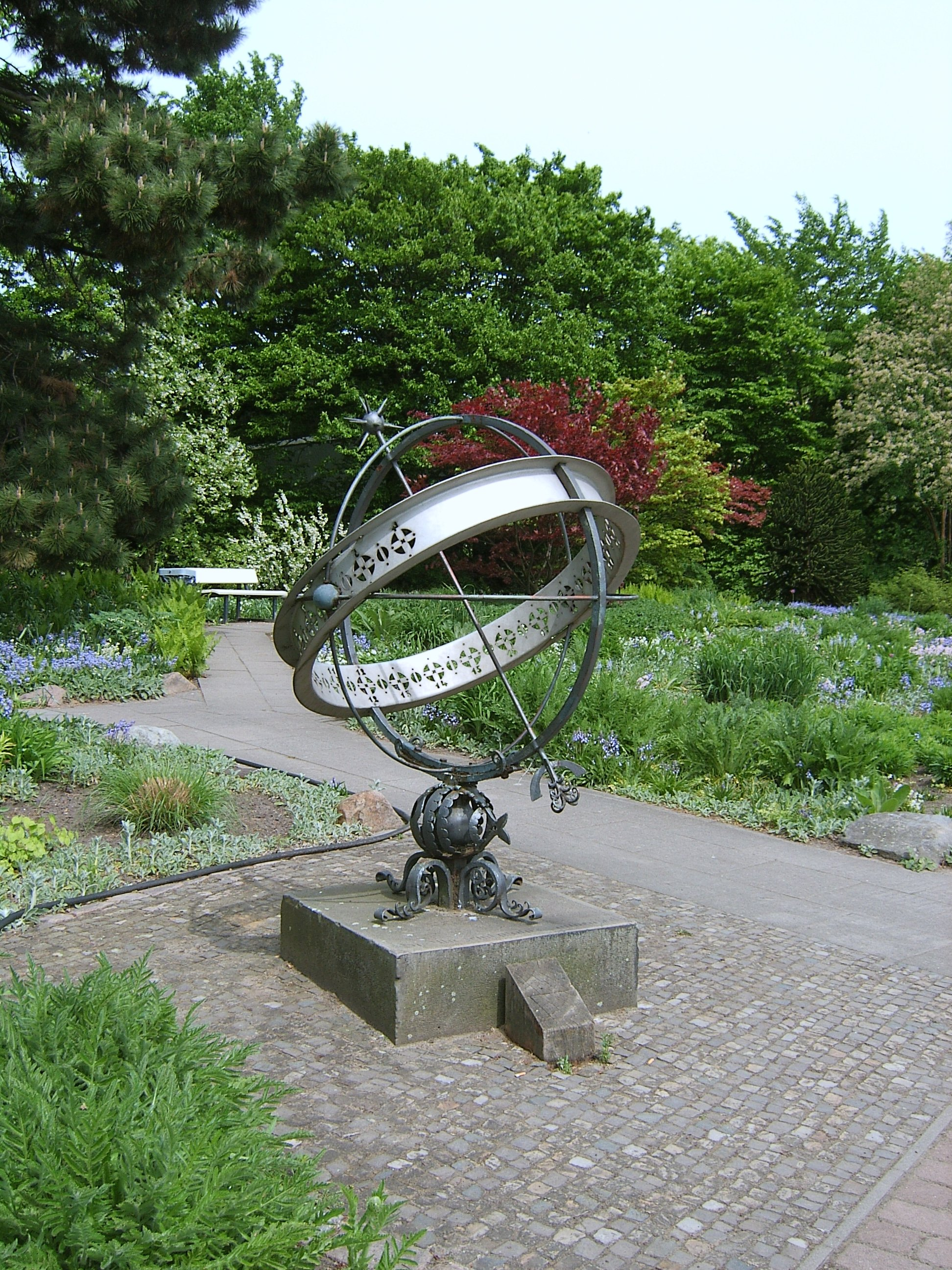
Sonnenuhr in Planten un Blomen, Hamburg (1935)

Siegfried Prütz (* 21. April 1900 in Kiel; † 7. Mai 1939 in Baden-Baden) war ein deutscher Kunstschmied, Maler, Mitbegründer der Kunsthandwerkergenossenschaft Gildenhall in Neuruppin und Professor an der Kunstgewerbeschule Hannover.

## Leben und Wirken
Im Alter von 23 Jahren war Siegfried Prütz Mitbegründer der Kunsthandwerkergenossenschaft Gildenhall.
Die Weltwirtschaftskrise beendete das historische Projekt Gildenhall 1929. Im selben Jahr wurde er Professor für Metallgestaltung an der Kunstgewerbeschule in Hannover. Sein Mitarbeiter Emil Funk (1893–1973) übernahm 1930 die Schmiede in Gildenhall. Nach seiner Berufung auf die Professur erwarb er ein altes Bauerngut in der Gemeinde Isernhagen im Norden Hannovers. Hier verwirklichte er in Haus, Garten und Schmiedewerkstatt die Verbindung von Handwerk, Kunst und Leben. Sein Sohn Jan Prütz (1931–2013), später selbst Schmiedemeister und Lehrender, machte hier seine ersten Versuche im Schmieden und übernahm die nach dem Tod verwaiste Schmiede des Vaters in Isernhagen im Jahr 1960 und arbeitete dort bis 1972.
Zu seinen öffentlichen Schmiedearbeiten gehört das Bastionsgeländer mit verspielten Motiven an der sogenannten Löwenbastion am Maschsee in Hannover, das um 1934 bis 1936 errichtet wurde. Es steht im Gegensatz zu den Löwenskulpturen von Arno Breker, die 1938 aufgestellt wurden. Die Schmiedearbeiten von Prütz genossen insbesondere bei den Machthabern des Nationalsozialismus hohes Ansehen, was zahlreiche staatliche und kommunale Aufträge zur Folge hatte.
Als Siegfried Prütz mit 39 Jahren an einem Magenleiden starb, hinterließ er seiner Familie ein Erbe, das aus zahlreichen Schmiedestücken und vielen Arbeitsentwürfen bestand. Im Nachlass seiner Frau fanden sich 2005 bisher unbekannte kleinformatige Bilder, einige nur wenig größer als 10 × 10 Zentimeter, mit Pastellkreide koloriert und zum Teil auf Butterbrotpapier gezeichnet, da die finanziellen Möglichkeiten damals beschränkt waren. Gezeichnet hat Siegfried Prütz Motive aus der Natur; sie ähneln im Stil den Kunstschmiedeobjekten. In einigen Bildern hat Prütz den Zug der Regenpfeifer von ihrem Winterquartier in Afrika bis zur Tundra nachempfunden. Sein Sohn Jobst-Hinrich Prütz (1925–2019) vermutete, dass Bengt Berg, ein Pionier der Tierfotografie, seinen Vater inspiriert hat. Bergs Buch, Der Zug der Regenpfeifer, 1925 in deutscher Sprache erschienen, habe seine Eltern und auch ihn selbst begeistert.
Die Familie lebte nach seinem Tod in Armut. Sein Nachlass befindet sich heute im Besitz von Andreas Rimkus und der Kulturfeuerstiftung. Es gelang Andreas Rimkus und der Kulturfeuerstiftung, die alte Prütz’sche Schmiede vor der Zerstörung zu retten. Sie wurde im Glashaus in Sorsum bei Wennigsen wieder aufgebaut.

## Ausstellungen
Im September 2010 wurde das Buch mit dem Titel Es heißt, die Hummel kann nicht fliegen im Kulturbahnhof in Neuenkirchen-Vörden mit Bildern von Siegfried Prütz und Texten des Sohnes Jobst-Hinrich Prütz vorgestellt. Auch seine Originalbilder waren im Kulturbahnhof zu sehen.
Unter dem Titel Mozart der Schmiede – Siegfried Prütz (1900–1939), ein Künstler aus Isernhagen wurde im November 2021 in der St. Marienkirche in Isernhagen dem Künstler eine Ausstellung gewidmet.

## Schriften
- Aufbau durch Laienschaffen, Hrsg. von der Deutschen Arbeitsfront, NS-Gemeinschaft „Kraft durch Freude“, Jänecke, Hannover, 1938.